# Antonio Ruberti
Antonio Ruberti (Aversa, Itàlia 1927 - Roma 2000) fou un enginyer, polític i professor universitari italià que fou Vicepresident de la Comissió Europea entre 1992 i 1995 sota la Comissió Delors III.
Va néixer el 24 de gener de 1927 a la ciutat d'Aversa, població situada a la província de Caserta. Va estudiar enginyeria a la Universitat de Nàpols, i posteriorment fou professor de la Universitat de Roma La Sapienza, de la qual fou rector entre 1976 i 1987.
Morí a la seva residència de Roma el 4 de setembre de l'any 2000.

## Activitat política
Membre del Partit Socialista Italià (PSI), el juliol de 1987 fou nomenat ministre sense cartera encarregat de la coordinació de la Recerca Científica sota la direcció de Giovanni Goria. Després va participar en els governs de Ciriaco De Mita (abril 1988 - juliol 1989) com a Ministre d'Universitats i Recerca Científica i en dos governs successius de Giulio Andreotti (juliol 1989 - abril 1991 i abril 1991 - abril 1992).
L'any 1992 fou elegit diputat al Parlament d'Itàlia pel PSI i va dimitir del càrrec el gener de 1993 per ser nomenat Vicepresident de la Comissió Europea i Comissari Europeu de Ciència, recerca i desenvolupament tecnològic en la Comissió presidida per Jacques Delors. Des d'aquesta posició va iniciar els programes Sòcrates i Leonardo Da Vinci.
Després del seu mandat de comissari el gener de 1995 fou elegit novament diputat al Parlament del seu país, des del qual presidí la Comissió Política de Relacions amb la Unió Europea.